# Ордруф
О́рдруф (на немски: Ohrdruf) е малък немски град в Тюрингия, близо до Ваймар. Има население от 6037 души (в началото на 2005 г.).
Историята на Ордруф води към бенедиктински манастир, основан тук през 724 г. От англосаксонски монаси под предводителството на св. Бонифаций – покръстил немците и фризите.
През 1695 г. Йохан Себастиан Бах, след като умират родителите му, идва тук под опеката на по-големия си брат Йохан Кристоф. Бах работи в църквата св. Михаил; 5 години по-късно, на 15 март 1700 г., той напуска града. Църквата изгаря в пожар през 1753 г. и била възстановена, но през 1945 г. Е напълно унищожена от бомбардировки.
Ордруфският лагер на смъртта е първият концлагер, освободен от американските войски по време на Втората световна война (на 4 април 1945 г.). Немският историк Райнер Карлш в книгата си, издадена през в 2005 г., пише, че Ордруф е едно от двете вероятни места, където нацистите са провеждали експерименти по ядрения си проект, убивайки пленници под надзора на СС, но това предположение не се споделя от повечето историци.